# Acidaliastis galactea
Acidaliastis galactea là một loài bướm đêm trong họ Geometridae.